# Riedelia insignis
Riedelia insignis är en enhjärtbladig växtart som först beskrevs av Otto Warburg, och fick sitt nu gällande namn av Karl Moritz Schumann. Riedelia insignis ingår i släktet Riedelia och familjen Zingiberaceae. Inga underarter finns listade i Catalogue of Life.